# Hans Wöbse
Hans-Hermann Wöbse (* 2. Januar 1951; † 24. Oktober 2012) war ein deutscher Zahnarzt und Sportfunktionär.
Als Zahnarzt praktizierte Wöbse in eigener Praxis in Lehrte. Er war 1996/97 Vereinspräsident von Hannover 96, als die erste Mannschaft nach dem Abstieg aus der 2. Bundesliga in der Regionalliga den Grundstein für die Rückkehr in den bezahlten Fußball legte.
Im Jahr 2012 war er Präsident des Verbandes deutscher Brieftaubenzüchter.